# تریمیپرامین
تریمیپرامین یک داروی ضد افسردگی سه‌حلقه‌ای است که عمدتأ در درمان بیماری افسردگی مصرف می‌شود. همچنین به عنوان خواب‌آور، آرامبخش و ضد جنون در درمان و کنترل بی‌خوابی، اختلالات اضطرابی و روانپریشی استفاده می‌شود. این دارو برخلاف دیگر سه‌حلقه‌ای‌ها تقریباً بازجذب سروتونین و نوراپی‌نفرین را مهار نمی‌کند به همین دلیل بیشتر به عنوان یک سه‌حلقه‌ای نسل دوم یا یک سه حلقه‌ای آتیپیک تعریف شده‌است.

## داروشناسی

### فارماکودینامیک
تریمیپرامین برخلاف اکثر ضدافسردگی‌های سه‌حلقه‌ای بازجذب هیچ‌کدام از مونوآمین‌ها (سروتونین، دوپامین و نوراپی‌نفرین) را در دوز معمول (۷۵ الی ۲۰۰ میلی‌گرم) مهار نمی‌کند. تأثیرات دارو بر گیرنده‌های مختلف عصبی:
- بسیار قوی: (انتاگونیست)
  - H1: تریمیپرامین پس از میرتازاپین و دوکسپین قوی‌ترین دارو از حیث قدرت مهاری بر گیرندهٔ هیستامینی است.
- قوی: (انتاگونیست)
  - 5-HT2A
  - α1-آدرنرژیک
- متوسط: (انتاگونیست)
  - D2
  - mACh
- ضعیف: (انتاگونیست)
  - 5-HT2C
  - D1
  - α2-آدرنرژیک

### فارماکوکینتیک
این دارو پس از تجویز خوراکی و به‌طور کامل از مجرای گوارش جذب می‌شود. دارای متابولیسم گذر اول کبدی است. نیمه عمر این دارو ساعت می‌باشد. ۹۰٪ دارو به پروتئین‌های پلاسما پیوند می‌یابد. زمان شروع اثر دارو ۳–۲ هفته پس از مصرف بوده و دفع آن از طریق کلیه‌صورت می‌گیرد.

## هشدارها
این دارو در موارد زیر باید با احتیاط فراوان مصرف شود.
الکسیم حاد، آسم، اختلالات دوقطبی، اختلالات خونی و گوارشی، گلوکوم با زاویه باریک، افزایش فشار داخل کره چشم، پرکاری تیروئید، هیپروتروفی پروستات، عیب کار کلیه، اسیکیزوفرنی، حملات تشنجی، حساسیت به داروهای ضد افسردگی سه‌حلقه‌ای و احتباس ادرار.

## عوارض جانبی
اثرات آنتی‌کولینرژیک (تاری دید، اغتشاش شعور، هذیان و توهم، یبوست، اشکال در دفع ادرار) تپش آهسته سریع یا نامنظم قلب، لرزش به ویژه در دست‌ها، بازو و زبان، کاهش فشار خون، عصبانیت و بی‌قراری، سندرم پارکینسون، نقص عملکرد جنسی، سرگیجه، خشکی دهان، سردرد، افزایش اشتها، تهوع، کاهش فشارخون وضعیتی، خستگی یا ضعف، طعم ناخوشاینددر دهان و افزایش وزن با مصرف این دارو گزارش شده‌است.

## تداخل دارویی
مصرف همزمان فراورده‌های حاوی الکل و سایر داروهای مضعف CNS، ممکن است سبب بروز ضعف شدید CNS، ضعف تنفسی و کاهش فشارخون، شود. مصرف همزمان این دارو با داروهای ضد تیروئید ممکن است خطر بروز آگرانولوسیتوز را افزایش دهد. در صورت مصرف همزمان فنوتیازین‌ها با این دارو، اثرات آنتی‌کولینرژیک یا تسکین‌بخش این دارو یا تریمیپرامین ممکن است طولانی یا تشدید شود. سایمتیدین ممکن است متابولیسم این دارو را مهار نموده و غلظت پلاسمایی آن را افزایش دهد. اثرات کاهنده فشار خون کلونیدین در صورت مصرف همزمان با این دارو ممکن است کاهش یابد. مصرف همزمان این دارو با داروها مقلد سمپاتیک ممکن است سبب تشدید عوارض قلبی – عروقی و احتمالاً بروز آریتمی، تاکی‌کاردی یا افزایش فشار خون شود.